# Gorges de Diosso
Gorges de Diosso är ett område med raviner och cirques vid Kongo-Brazzavilles Atlantkust. Det ligger i departementet Kouilou, i den sydvästra delen av landet, 400 km väster om huvudstaden Brazzaville. Området lockar många besökare från Pointe-Noire 35 km söderut.